# Nithin Raj

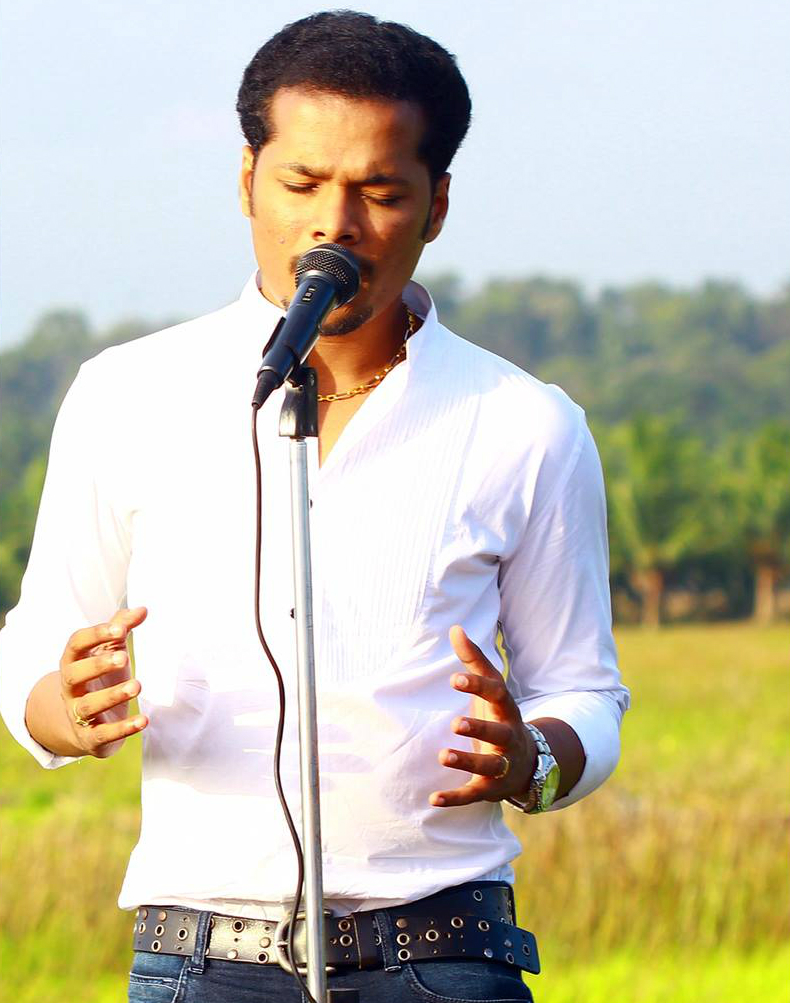

Nithin Raj (Malayalam: നിതിൻ രാജ്, Tamil: நிதின் ராஜ், nacido el 17 de junio de 1987) es un cantante de playback de la India. Nacido y criado en Thiruvananthapuram, Kerala, ha lanzado varios álbumes e interpretado temas musicales para películas. Actualmente, Nithin trabaja como un Disjockey en una radioemisora llamada Radio Mirchi, Thiruvananthapuram, conduce un programa de noche durante cuatro horas, su programa radial se llama "Mirchi Fuse Out".

## Biografía
Nithin realizó en diversos concursos de canto a una corta edad y saltó a la fama en el año 2004 con su primer álbum en solitario titulado "Halo". Sus canciones han sido compuestas por Balabhasker de los cuales "Thiruvathira Thiruvarangil" y "Mein Pyar chahtha hun" eran muy populares. En el audio fue lanzado por la empresa discográfica "Sathyam Audios", con su primer tema musical titulado "Pyar chahtha hun mein", que fue dirigida por el cineasta, Shankar Ramakrishnan.

## Carrera
Nithin ha interpretado temas musicales armónicos con el acompañamiento de A.R. Rahman, que incluyen éxitos como 'puthiya manidha' (Endhiran), Raavan [Regrabación de Hindi y Tamil] y también temas musicales de sus primeros álbumes, como 'Semmozhiyaana Thamizh Mozhiyaam' y "Jai Jai Garvi Gujarat». Nithin también cantó para el cine Malayalam que incluyen temas musicales como 'Jwaalamukhi' y 'Thathamma' (Kurukshetra). Consiguió su primera canción en solitario como 'Shapa Soorya shobhayil', que fue el tema principal de una película protagonizada por Mammootty - Drona en 2010. Entre otros de sus éxitos incluyen como "Pampara Pa Pa' y 'Karuthiku Thithai' desde 2013, que fue interpretado para una película Malayalam titulada Amén.